# Géographie du Salvador
Le Salvador présente des caractéristiques particulières parmi les sept pays d'Amérique centrale, partie géographique du continent américain auquel ce très petit pays appartient.

## Situation géographique
Tout d'abord, le Salvador dispose d'une façade océanique au sud et sud-ouest de son territoire étant riverain de l'océan Pacifique et, dans sa partie sud-est, il est longé par le profond golfe de Fonseca qui le sépare du Nicaragua avec lequel il ne partage aucune frontière terrestre.
Cependant, le Salvador dispose du plus court liseré côtier des pays de l'Amérique centrale avec 307 kilomètres de côte contre 386 kilomètres pour le Belize, deuxième pays le plus petit de l'isthme méso-américain. Comparativement, le Panama avec 2 490 kilomètres de côte y dispose du plus long des littoraux de toute l'Amérique centrale.
Il est le seul des sept pays d'Amérique centrale à ne pas disposer d'une ouverture maritime sur la mer des Caraïbes.
Par cette exception maritime, il partage avec le Belize, ex Honduras britannique, la particularité géographique de ne disposer que d'une seule façade océanique au contraire des cinq autres pays de l'Amérique centrale qui sont bordés à la fois par l'océan Atlantique, via la mer des Caraïbes, et l'océan Pacifique.
Par ailleurs, ce petit pays dispose de frontières terrestres avec deux pays seulement qu'il partage avec le Guatemala au nord nord-ouest et le Honduras au nord nord-est. C'est avec ce dernier qu'il partage sa plus longue frontière s'étirant sur 342 kilomètres contre 203 kilomètres avec le Guatemala. 
Par sa situation géographique, le Salvador fait partie comme tous les pays de l'Amérique centrale de l'Hémisphère Nord étant situé entre le Tropique du Cancer et l'Équateur terrestre selon ses Coordonnées géographiques : 13° 50′ N, 88° 55′ O

## Un très petit pays
Le Salvador est le plus petit pays des sept États qui constituent l'Amérique centrale.
Avec une superficie de 21 040 km2, il est comparativement 6 fois moins étendu que le Nicaragua qui, avec 129 494 km2, est le plus grand des États de l'Amérique centrale.
Par sa superficie, El Salvador accumule d'autres singularités géographiques. Ainsi, il est plus petit que certaines divisions administratives d'État des pays de l'Amérique centrale comme le département de Petén au Guatemala ou la région autonome de la Côte caraïbe nord du Nicaragua ou encore le département d'Olancho du Honduras.
Par rapport à l'ensemble géographique des Caraïbes dont l'Amérique centrale est proche, le Salvador fait vraiment figure de très petit pays. Ainsi est-il moins étendu que les îles de Cuba, la plus grande île de la mer des Caraïbes, et d'Hispaniola qui regroupe Haïti et la République dominicaine.
Par ailleurs, comparativement à l'échelle des pays du continent européen, le Salvador ne dépasse en superficie que quelques très petits pays comme la Slovénie, Chypre ou le Luxembourg mais il est moins étendu que la Belgique et même deux fois moins étendu que les Pays-Bas, la Suisse ou encore le Danemark et l'Estonie.
Enfin, à l'échelle du monde, le Salvador occupe le 147ème rang par sa superficie; il est de surface quasi équivalente à Israël qui se place au rang suivant.

## Géologie
Le Salvador ainsi que les autres pays d'Amérique centrale est l'une des régions sismiques les plus actives au monde, située au-dessus de trois vastes plaques tectoniques composant la croûte terrestre. Les mouvements de ces plaques provoquent de fréquents séismes dans la région et une forte activité volcanique.

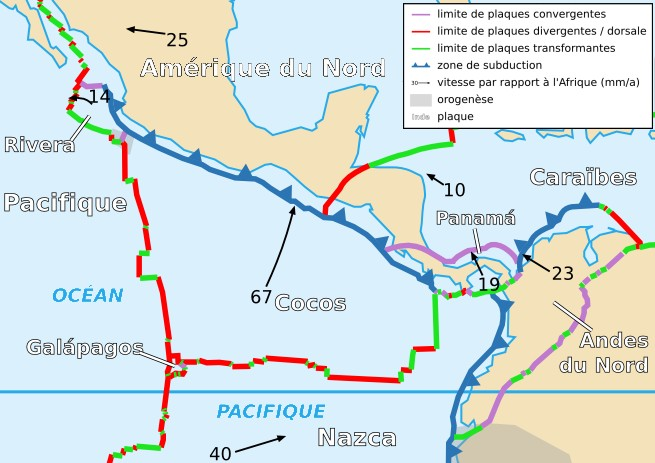
Carte de la plaque de Cocos

La plus grande partie de l'Amérique centrale et du bassin des Caraïbes repose sur la relativement immobile plaque caraïbe. Le plancher océanique de l'océan Pacifique se déplace cependant vers le nord-est du fait du mouvement de subduction de la plaque de Cocos. Le matériau du plancher océanique est relativement dense. Lorsqu'il heurte les roches granitiques plus fines de l'Amérique centrale, le plancher océanique plonge sous la masse continentale, créant la profonde fosse d'Amérique centrale au large de la côte du Salvador. La subduction de la plaque de Cocos explique la fréquence des séismes près de la côte. Lorsque les roches qui constituent le plancher océanique plongent sous la masse continentale, elles fondent et le matériau fondu jaillit aux endroits les plus tendres de la surface, donnant naissance à des volcans.
Le nord du Salvador, le Mexique et la plus grande partie du Guatemala sont situés sur la plaque nord-américaine qui se déplace vers l'ouest et qui bute contre le bord nord de la plaque caraïbe, plutôt immobile, au sud du Guatemala. L'action de ces deux plaques crée une faille, identique à la faille de San Andreas en Californie, qui court le long de la vallée du Motagua au Guatemala. Le mouvement le long de cette faille est la cause des séismes dans la plus grande partie du nord du Salvador.
Le Salvador a une longue histoire de séismes destructeurs et d'éruptions volcaniques. La ville de San Salvador fut détruite en 1575, 1756 et 1854 et a subi des dommages importants lors des séismes de 1919, 1982 et 1986. Le pays contient plus de 20 volcans, même si deux seulement, le San Miguel et l'Izalco, ont connu une activité au cours des dernières années. Les éruptions violentes sont rares. Du milieu du XIXe siècle au milieu des années 1950, l'Izalco entrait en éruption avec une telle régularité que les marins le surnommaient le « Phare du Pacifique » (Faro del Pacífico). Ses panaches brillants étaient clairement visibles depuis la mer à de grandes distances et, la nuit, la lave qu'il crachait en faisait un cône lumineux brillant.

## Caractéristiques physiques

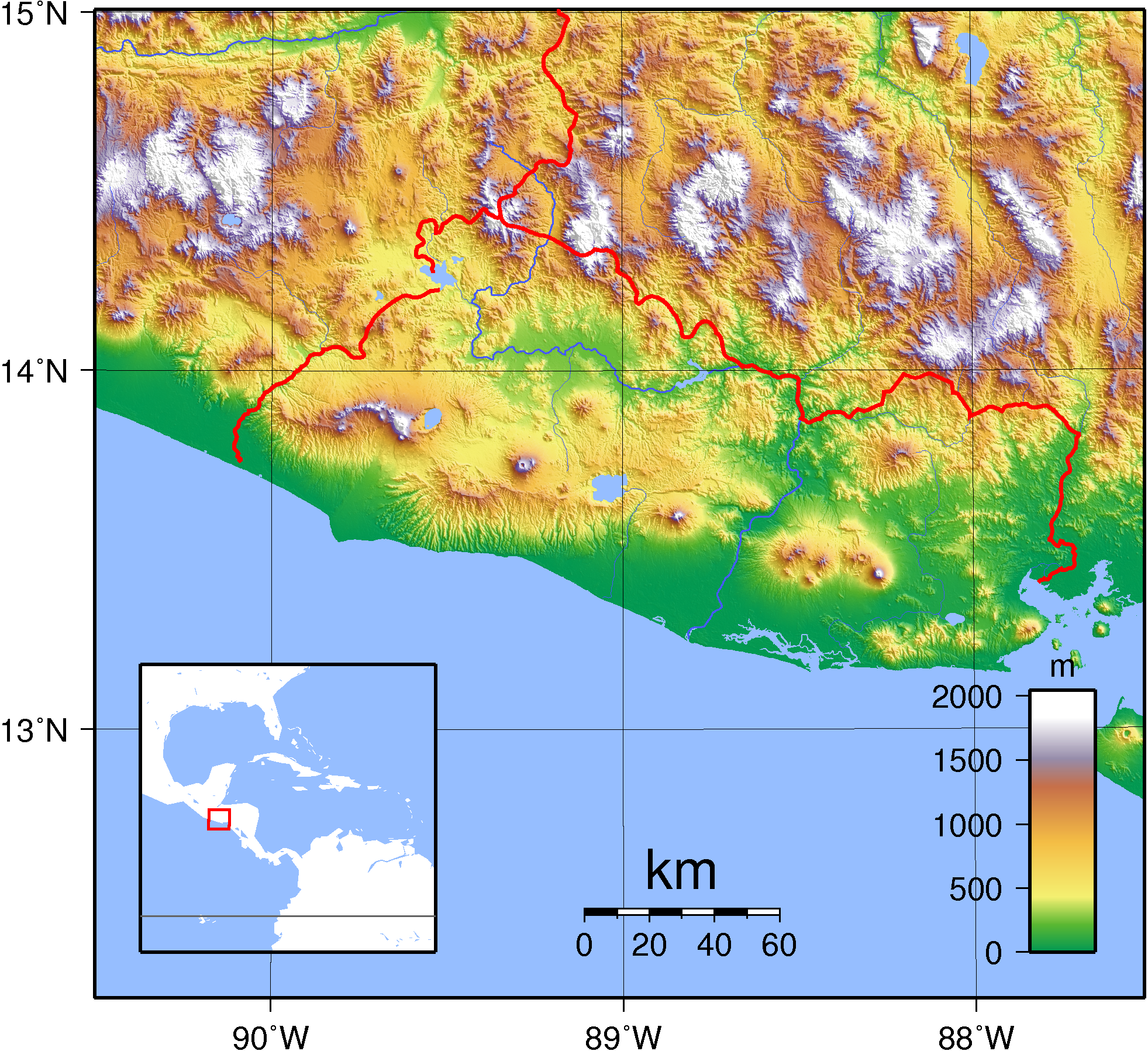
La carte ci-dessus permet de distinguer nettement la Sierra Madre au nord et la chaîne de volcans au sud isolant la Meseta central au centre de la mince plaine côtière du Pacifique.

Le Salvador est avant tout un pays montagneux et volcanique dont les caractères géophysiques sont facilement identifiables.
Deux chaînes de montagnes traversent le Salvador d'est en ouest, séparées par un plateau central. Enfin une étroite plaine côtière serrée contre le Pacifique complète le cadre de la géographie physique du pays.
Ces caractéristiques physiques divisent le pays en deux zones physiographiques. Les chaînes de montagnes et le plateau central couvrent 85 % du pays, y compris les hautes terres intérieures. La plaine côtière restante est désignée comme les « basses terres du Pacifique ».

### Un petit pays montagneux et volcanique
La chaîne de montagnes la plus au nord, la Sierra Madre, forme une chaîne continue le long de la frontière avec le Honduras. La chaîne s'élève en moyenne entre 1 600 et 2 200 mètres d'altitude, elle est dominée par le point culminant du pays, le Cerro El Pital avec 2 730 mètres. 
Jadis recouverte d'une épaisse couverture végétale, cette région montagneuse a été l'objet d'une forte déforestation qui a entraîné une érosion rapide. Elle est actuellement quasi désertique et son peuplement est clairsemé, représenté par de petites exploitations agricoles.
La chaîne de montagnes la plus au sud est en fait une chaîne discontinue de plus de vingt volcans, éclatée en cinq groupes. Le groupe le plus à l'ouest, près de la frontière avec le Guatemala, comprend notamment l'Izalco et le Santa Ana, ce dernier étant le plus haut volcan du Salvador. Entre les cônes volcaniques se trouvent des bassins alluviaux et des collines érodées composées de dépôts de cendres. La terre volcanique est riche et la majeure partie des caféiers du Salvador est plantée sur ces versants.
Le plateau central (en espagnol: la Meseta central) représente seulement un quart de la superficie du pays, mais concentre la plus grande partie de la population du Salvador et les villes les plus importantes du pays dont la capitale San Salvador et la deuxième agglomération du pays  Santa Ana. Cette plaine est large d'une cinquantaine de kilomètres et a une élévation moyenne de 600 mètres. Le plateau est vallonné, quelquefois bordé d'escarpements isolés, et sillonné de champs de lave et de geysers.
Enfin, dans la partie la plus méridionale du pays, une longue plaine étroite s'étend entre la chaîne de volcans côtière et l'océan Pacifique. Cette plaine littorale a une largeur comprise entre 1 et 22 kilomètres, largeur maximale dans sa portion orientale, adjacente au golfe de Fonseca. Près de la ville de La Libertad, toutefois, les versants des volcans plongent directement dans la mer. Les surfaces dans les basses terres du Pacifique sont généralement plates comme le long de la baie de Jilasco ou légèrement vallonnées, du fait des dépôts d'alluvions venus des versants proches.

### Un réseau hydrographique tributaire du Pacifique
Le Salvador contient plus de 400 cours d'eau qui sont tous tributaires de l'océan Pacifique. 
Le principal d'entre eux est le Lempa, long de 422 kilomètres dont 260 au Salvador. Prenant sa source au Guatemala, celui-ci traverse la chaîne de montagnes du nord, s'écoule pendant une bonne partie de son cours dans le plateau central, traverse la chaîne de montagnes du sud pour enfin se jeter dans le Pacifique. C'est la seule voie navigable du Salvador qui, avec ses affluents, draine presque la moitié du pays. 
Les autres rivières sont généralement courtes, drainant les basses terres du Pacifique ou s'écoulent depuis le plateau central jusqu'au Pacifique à travers les vallées de la chaîne de montagnes du sud.

### De nombreux petits lacs d'origine volcanique
Dans les montagnes intérieures sont présents de nombreux lacs d'origine volcanique. Beaucoup d'entre eux sont entourés par les montagnes et ont des rives hautes et escarpées. Le plus grand, le lac Ilopango, est situé à l'est de San Salvador, la capitale du pays. 
Parmi les autres lacs d'importance, se trouvent le  Lago de Coatepeque à l'ouest et le Lago de Güija près de la frontière avec le Guatemala. 
Un lac se différencie de tous les autres, il s'agit du Cerron Grande Dam sur le fleuve Lempa qui constitue une vaste retenue d'eau, le Barrage Cerron Grande (en espagnol: Embalse Cerrón Grande), situé au nord du pays et qui forme le plus grand lac artificiel du Salvador.

## Climat
Le Salvador a un climat tropical avec des saisons sèche et humide marquées. Les modifications de température varient essentiellement avec l'altitude et l'amplitude thermique est faible. Les basses terres du Pacifique sont chaudes tandis que le plateau central et les zones montagneuses sont plus tempérées.
La saison humide, appelée invierno (hiver), dure de mai à octobre. Presque la totalité des précipitations annuelles ont lieu durant cette période et, notamment dans les pentes orientées au Sud, elles atteignent près de 200 cm. Les régions abritées et le plateau central reçoivent des quantités d'eau moindres bien que significatives. Durant cette saison, les précipitations sont généralement dues à de basses pressions au-dessus du Pacifique et ont lieu l'après-midi durant de forts orages. Bien que les ouragans se forment à l'occasion au-dessus du Pacifique, ils touchent rarement le Salvador, à l'exception notable de l'ouragan Mitch en 1998.
De novembre à avril, les alizés du nord-est influent sur les changements de temps. Durant cette période, l'air venant des Caraïbes s'est déchargé de ses précipitations au-dessus des régions montagneuses du Honduras et atteint sec, chaud et brumeux, le Salvador. Localement, cette saison est appelée verano (été).
Les variations de température sont faibles et seules les variations dues à l'altitude sont significatives. Les basses terres du Pacifique sont la région la plus chaude avec des moyennes annuelles allant de 25 à 29 °C. Sur le plateau central, la température moyenne annuelle est de 23 °C (maximum : 38 °C, minimum : 6 °C). Les régions montagneuses sont les plus fraîches, avec des moyennes annuelles allant de 12 à 23 °C. Les températures les plus basses approchent parfois 0 °C.